# ميخائيل ديكمان
ميخائيل ديكمان (بالإنجليزية: Michael Dickman)‏ هو شاعر أمريكي، ولد في 20 أغسطس 1975.